# Parachrysopiella
Parachrysopiella is een geslacht van insecten uit de familie van de gaasvliegen (Chrysopidae), die tot de orde netvleugeligen (Neuroptera) behoort.

## Soorten
- P. argentina (Banks, 1910)
- P. pallidicornis Penny, 1996
- P. talquensis Penny, 1996